# Општина Пукениј Мари (Прахова)
Пукениј Мари (рум. Puchenii Mari) општина је у Румунији у округу Прахова.
Oпштина се налази на надморској висини од 106 m.